# Boulin
Boulin é uma comuna francesa na região administrativa de Occitânia, no departamento dos Altos Pirenéus. Estende-se por uma área de 2,52 km², Em 2010 a comuna tinha 301 habitantes (densidade: 119,4 hab./km²)..